# Francesc de Paula Baldelló i Benosa
Francesc de Paula Baldelló i Benosa (Barcelona, 19 de gener de 1887 - Barcelona, 12 de gener de 1977) fou prevere, musicòleg, organista, Mestre de Capella i divulgador del cant gregorià.

## Biografia
Va començar els seus estudis musicals amb Enric Mora i Adrià Esquerrà, Posteriorment va rebre lliçons d'Enric Reñé, Mestre de Capella de la parròquia de Sant Jaume. Fou estudiant del col·legi de les Escoles Pies de Sant Antoni, on gràcies a la influència del pare de Josep Teixidor, l'organista del col·legi, va descobrir la seva vocació per la música i, també, la seva admiració per la poesia de Jacint Verdaguer.
La seva formació humanística estava molt influenciada per l'escriptor i historiador Gaietà de Barraquer, un canonge de la catedral de Barcelona. Més endavant, en ingressar en el seminari conciliar diocesà de Barcelona, va poder accedir a formació musical reglada; va ser deixeble de Josep Colomer (piano), Josep Barberà (harmonia i contrapunt), Vicenç de Gibert (orgue) i Gregori Sunyol (cant gregorià).
Després del seu penúltim curs d'estudis eclesiàstics (1911-12), durant el qual va ser nomenat Mestre de Capella del seminari, va rebre lliçons també d'Enric Morera i d'Enric Granados. L'octubre de 1912, va ser ordenat sacerdot i es va dedicar, preferentment, a la música. Després d'un examen supervisat per Gregori Sunyol, de Paula va ser nomenat mestre de cant en la basílica de Sant Just i Sant Pastor de Barcelona; el 1915 va ser nomenat organista i Mestre de Capella de la mateixa basílica i, posteriorment, fins al 1936, va exercir el mateix càrrec a l'esglèsia de Betlem
L'activitat de Baldelló i Benosa durant el primer terç del segle xx va ser intensa:
Com ja s'ha explicat abans, fou mestre de capella a l'església dels Sants Just i Pastor de Barcelona, però també fundador (1915) de l'Associació Gregoriana, posterior a la seva participació en el Ier Congrés Litúrgic de Montserrat; va ser també fundador de l'Associació d'Amics dels Goigs (1922). El 1923 va col·laborar a la Revista Catalana de Música. Va investigar la música catalana popular i culta i va estudiar l'aplicació de la música religiosa a la litúrgia. Publicà, entre altres obres: Cançons i jocs captats per la infantesa, Un estudi sobre el romanço català, Un estudi bibliogràfic musical sobre les obres de Jacint Verdaguer, Notes sobre l'origen de la cançó popular a Catalunya, Cançons de tot arreu, Cançoner popular de l'excursionista, La música en Barcelona (1943), Folklore litúrgic, Petites biografies de grans barcelonins (1965), etc.
Durant els primers dies de la insurrecció militar del 1936, casa seva a la Plaça Sant Jaume de Barcelona (llavors Plaça de la República) fou assaltada per elements incontrolats anarquistes.

### Anys posteriors a la Guerra Civil Espanyola
Després de la Guerra Civil Espanyola (1936-39) va continuar amb la seva dedicació a la musicologia. Des del 1944 va pertànyer al Instituto Español de Musicología del Consejo Superior de Investigaciones Científicas, en el qual formava part de l'equip de col·laboradors del seu amic Higini Anglès. Moltes de les aportacions de Baldelló i Benosa en el terreny musicològic van obtenir difusió no només en intervencions radiofòniques, sinó també en mitjans periodístics com ara El Correo Catalán, La Vanguardia i la revista Destino.
L'any 1973 es va crear la Societat Catalana de Musicologia, filial de l'Institut d'Estudis Catalans, de la qual Francesc Baldelló va ser nomenat soci des del minut zero.
La quantitat total de publicacions fetes per Baldelló es calcula en fins a 241, de diferents temàtiques: música popular, música organística, música històrica, litúrgia i etnografia. La llista més extensa de les seves publicacions es pot trobar en la Bibliografia de mossèn Francesc Baldelló i Benosa, de F. Capdevila i Rovira, publicat a Barcelona el 1977.
Francesc Baldelló va morir a les primeres hores del dimecres 12 de gener de 1977.